# Сидоров, Вадим Викторович
Вади́м Ви́кторович Си́доров (род. 11 апреля 1959) — советский и российский бегун-марафонец, выступавший в 1980—1993 годах. Победитель Токийского международного марафона, серебряный призёр чемпионата СССР в марафоне, участник чемпионата Европы в Афинах и ряда других крупных международных стартов. Представлял Нижний Новгород и спортивное общество «Буревестник».

## Биография
Вадим Сидоров родился 11 апреля 1959 года. Занимался лёгкой атлетикой в Горьком, состоял в добровольном спортивном обществе «Буревестник».
Активно выступал на марафонской дистанции начиная с 1980 года, в частности в этом сезоне пытался пройти отбор на Олимпийские игры в Москве, но на отборочных соревнованиях с результатом 2:13:18 финишировал лишь одиннадцатым. Также стартовал на Кошицком марафоне, где показал время 2:19:46 и занял итоговое 27-е место.
В 1981 году вошёл в состав советской сборной и выступил на чемпионате мира по кроссу в Мадриде — в забеге на 12 км показал результат 36:30, расположившись в итоговом протоколе соревнований на 78-й строке. Будучи студентом, представлял страну в марафоне на Всемирной Универсиаде в Бухаресте, но здесь в конечном счёте сошёл с дистанции.
Главную победу в своей спортивной карьере одержал в январе 1982 года, когда с личным рекордом 2:10:33 превзошёл всех соперников на Токийском международном марафоне, в том числе на последних 600 метрах дистанции взял верх над титулованным англичанином Хью Джонсом. На чемпионатах СССР был девятым в марафоне и в беге на 10 000 метров, бежал марафон на чемпионате Европы в Афинах — с результатом 2:31:29 занял итоговое 24-е место.
В 1983 году финишировал девятым на чемпионате СССР по марафону в программе Спартакиады народов СССР в Москве (2:18:15).
В 1984 году занял 15-е место на Вильнюсском марафоне (2:18:24).
В 1987 году закрыл десятку сильнейших на марафоне в Ужгороде (2:13:45).
В 1990 году был девятым на чемпионате СССР по марафону в Калининграде (2:16:23).
В 1991 году выиграл серебряную медаль на чемпионате СССР по марафону в Белой Церкви (2:13:49), победил на марафоне в Будапеште (2:23:13), стал третьим на марафоне в Лилле (2:19:04) и двенадцатым на Нью-Йоркском марафоне (2:17:04).
В 1992 году с результатом 2:18:21 финишировал шестым на марафоне в Севилье.
В 1993 году занял 19-е место на Хьюстонском марафоне (2:25:40) и 40-е место на Парижском марафоне (2:19:32).